# 拖斗挖泥機

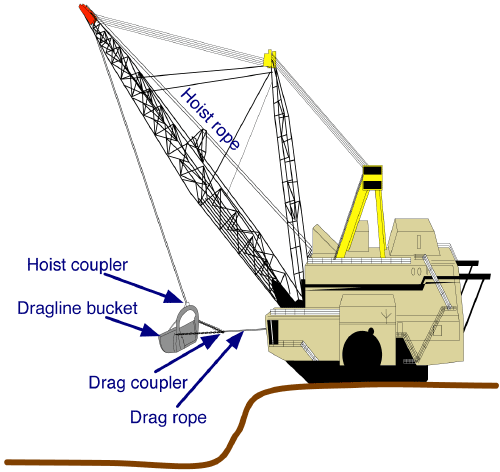

拖斗挖泥機(Dragline)，機身下盤為履帶車輪，上盤為動力機身，前端裝一桁架．可以俯仰，桁架另一端懸一拖斗。作業時，以桁架將拖斗向前拋丟，待拖斗着地時，再收緊拖斗處之鋼索，令拖斗向機身處抓拖，土方即可進入拖斗，待裝滿一斗拖時，即將拖斗吊起，水平旋轉機身至需要角度，將拖斗口下放，所抓之土方即可卸落於指定之處所。吊抓動力為絞車，機身行走動力為柴油引擎。拖斗挖泥機適用於較鬆軟土壤，因其係以桁架將拖斗拋至遠處挖土，故對岩石甚至爆鬆之岩石均不能適用。

## 相關連結
土木工程施工機械表